# 赫兴施万德
赫兴施万德是德国巴登-符腾堡州的一个市镇。总面积29.55平方公里，总人口2557人，其中男性1228人，女性1329人（2011年12月31日），人口密度87人/平方公里。